# Sela pri Raki
Sela pri Raki – wieś w Słowenii, w gminie Krško. W 2018 roku liczyła 110 mieszkańców.